# Organizzazione borderline di personalità
L'organizzazione borderline di personalità (o disturbi dello spettro borderline) è un tipo di struttura di personalità, considerata patologica, comune ad alcuni disturbi gravi di personalità (specialmente disturbo borderline di personalità e disturbo schizotipico di personalità), e al disturbo depressivo e disturbo bipolare gravi ma senza psicosi vera, e infine al disturbo ossessivo-compulsivo con scarso insight. L'idea originaria di "borderline" si riferisce non al solo disturbo omonimo di personalità ma a pazienti con personalità che funzionano "al limite" della psicosi pur non giungendo agli estremi delle vere psicosi (come ad esempio la schizofrenia), ma restano sempre sulla linea di confine (in inglese borderline).

## La nascita della definizione "Borderline"
Negli anni '50 un sempre più nutrito gruppo di psicoterapeuti e clinici tentò di creare una classificazione diagnostica per una serie di disturbi mentali che non sembravano soddisfare i criteri propri né delle nevrosi né delle psicosi. Si trattava di persone con gravi instabilità dell'umore, notevoli difficoltà nelle relazioni oggettuali e soprattutto problemi di integrazione nella società. La descrizione dei comportamenti sintomatici creò molte perplessità di tipo nosologico, dal momento che questi pazienti presentavano un quadro clinico ben più drammatico delle nevrosi, pur non rispettando i criteri di inclusione in una diagnosi di psicosi, soprattutto per l'inalterato contatto con la realtà. In quel periodo, perciò, fiorirono delle classificazioni speciali per questo genere di disturbo, come preschizofrenia (Rapaport e Gill), stati al limite e personalità caso al limite (Rangell, 1955).

### L'intuizione di Otto Kernberg
Negli anni '60 Otto F. Kernberg, psichiatra e psicoanalista, sviluppò un modello psicoanalitico di questi disturbi basato sulla Teoria delle relazioni oggettuali e sulla Psicologia dell'Io. Kernberg indica vari sintomi, come ansia liberamente fluttuante, fobie multiple, reazioni dissociative, preoccupazioni ipocondriache, sessualità perversa polimorfa, abuso di sostanze. Ritiene però che la diagnosi si debba basare non tanto sui sintomi riscontrati, quanto sulla presenza di alcune caratteristiche strutturali che determinano l'organizzazione di personalità borderline (distinta dalle altre due che sono l'organizzazione nevrotica e l'organizzazione psicotica delle personalità).
L'organizzazione borderline si caratterizza per l'impiego sistematico di un certo gruppo di meccanismi di difesa che Kernberg considera più "primitivi" rispetto a quelli di tipo nevrotico: la scissione, la svalutazione, l'idealizzazione e l'identificazione proiettiva, mediante i quali l'individuo categorizza ogni persona del suo ambiente come "completamente buona" o "completamente cattiva", anche se il giudizio su una persona può variare da un giorno all'altro o anche più volte al giorno. Le relazioni oggettuali sono quindi patologiche, la persona esterna non viene considerata nel suo insieme di caratteristiche positive e negative, e anche le rappresentazioni di sé non vengono integrate, portando a una diffusione o dispersione dell'identità individuale, e caratteristiche individuali "di tratto", alcune delle quali potrebbero essere cioè di natura genetica.
Nello specifico, Kernberg individua una forma di «debolezza dell'Io», che si manifesta in una difficoltà nel differimento della scarica pulsionale e nella regolazione dell'ansia. Il pensiero di queste persone, poi, sembra «primitivo» (come nelle fasi precoci dello sviluppo) e similpsicotico quando l'individuo è sotto la pressione di affetti intensi, caratteristica che deve aver sollevato, negli anni 50, il serio dubbio che questo genere di disturbi potesse essere una forma di psicosi.

### Il contrasto Kernberg-Kohut sul disturbo narcisistico di personalità
Con la definizione borderline, Kernberg intendeva riferirsi perciò ad un'organizzazione di personalità, con diverse "tipologie", tutte caratterizzate da un grado evidente di pervasività e cronicità, e tutte in qualche modo incompatibili con il funzionamento sociale. 
Un altro autore illustre in quegli anni, Heinz Kohut, si occupava dei cosiddetti Disturbi Narcisistici di Personalità, che identificavano una serie di difficoltà relazionali e profondi deficit nello sviluppo narcisistico. Fra questo autore e Kernberg si creò una forte polemica relativa all'effettiva classificazione di questo genere di disturbi. Per Kernberg i pazienti definiti "narcisistici" presentavono una particolare tipologia della sua Organizzazione Borderline di Personalità.
Effettivamente alcune caratteristiche evidenziate per i pazienti di Kohut rispondevano a buona parte della definizione diagnostica proposta da Kernberg, a parte alcuni riferimenti alla gravità del disturbo in generale: per Kohut questi pazienti sono in grado di "funzionare" nella vita di tutti i giorni, integrandosi perfettamente, dal momento che il nucleo centrale del loro problema stava in un Sé grandioso congelato evolutivamente a una fase in cui non ha ricevuto le risposte di ammirazione necessarie al suo sano sviluppo. Ciò che emerse da questa querelle fu una certa perplessità circa la sua correttezza, dal momento che i pazienti dell'uno risultavano essere molto diversi da quelli dell'altro: Kohut curava professionisti che lamentavano senso di vuoto, forme di depressione e difficoltà relazionali, mentre Kernberg (che lavorava in strutture ospedaliere) si occupava maggiormente di pazienti ricoverati a volte antisociali, aggressivi, con una precisa struttura di personalità.

### Caratteristiche
Kernberg individua alcune tipiche manifestazioni comportamentali e mentali dell'organizzazione borderline (alcuni sono in comune con il disturbo borderline di personalità): 
- Angoscia cronica, diffusa e libera
- Nevrosi polisintomatica che può manifestarsi sotto forma di fobie multiple, di sintomi ossessivi, di conversione multipla, di reazioni dissociative, di ipocondria o di tendenze paranoiche
- Tendenze sessuali "perverse polimorfe"
- Nevrosi impulsiva e rischio di tossicomania
- Scissione e dissociazione della personalità, anche temporaneo, ma senza alcun sviluppo di personalità multiple

Nelle personalità paranoide, schizotipica, borderline e schizoide, oltre che nel disturbo ipomaniacale (ma anche in generale):
- Strutture di personalità prepsicotica

Nelle personalità infantili, “come-se” (ossia il paziente ha problemi nel descrivere i suoi sentimenti), antisociali e narcisistiche:
- Disturbi del carattere di “livello inferiore”

Specialmente nel solo disturbo borderline, ma con possibilità di comparsa anche nell'organizzazione borderline:
- Confusione nei rapporti
- Marcato disturbo d'identità
- Esplosioni emotive intense o incontrollabili
- Instabilità nelle relazioni interpersonali e nell'autostima (il paziente passa da grande amore verso di sé, a insicurezza e svalutazione in poco tempo)
- Preoccupazioni riguardo all'abbandono (personalità abbandonica)
- Comportamenti autolesionistici
- Impulsività
- Depressione, disforia, distimia, ansia, ira, abuso di sostanze

## I disturbi di personalità
Più avanti, si preferì fare affidamento sul concetto di disturbo di personalità, come classe specifica di disturbo mentale strutturale, comprendente diverse "organizzazioni". Nel manuale di classificazione diagnostica DSM-IV-R i Disturbi della Personalità sono inclusi in un Asse diagnostico specifico (l'Asse II), e comprendono il Disturbo narcisistico di personalità ed il Disturbo borderline di personalità, quest'ultimo sostanzialmente come descritto da Kernberg, anche se in origine l'autore aveva in realtà inteso proporre una classe (organizzazione) di disturbi "a metà", sul bordo di confine (borderline) fra nevrosi e psicosi.